# 金融庁
金融庁（きんゆうちょう、英語: Financial Services Agency、略称: FSA）は、日本の行政機関のひとつ。金融機能の安定を確保し、預金者、保険契約者、金融商品の投資者等の保護を図るとともに、金融の円滑を図ることを目的として設置された内閣府の外局である。
金融庁の長は、金融庁長官であるが、金融庁の上位には金融担当大臣のほか、副大臣、大臣政務官が置かれている。

## 金融上の行政処分
金融行政上、利用者保護と市場の公正性の確保に配慮した金融のルールの整備と適切な運用を目的に、法令に照らしあわせて利用者保護や市場の公正性確保に重大な問題が発生している場合に、金融庁が厳正かつ適切な処分を行うこととされている。行政処分を行うのは、金融機関の財務の健全性、業務の適切性等の確保が主眼であり、処分そのものが目的ではなく、各金融機関の業務改善に向けた取組みをフォローアップし、その改善努力を促すことを目的とする。
2016年度（平成28年度）から、金融庁と金融機関の対話を重視する行政方針、金融監督手法に転換している。
2019年5月23日、情報漏洩を行った野村證券に対して行政指導を行うという情報を、正式処分前であるにもかかわらず何者かが報道関係者に漏洩した事実が判明した。
2019年12月21日、不適切な保険販売をおこなったかんぽ生命保険、日本郵便やその親会社の日本郵政に対して行政処分を行うという情報を正式発表前であるにもかかわらず何者かがマスコミに漏洩した事実が判明した。

### 種類と内容
程度や規模、故意性、悪質性の有無により総合的に「業務改善命令」、「業務停止命令」、「登録取消」までの処分が決定される。行政処分の種類、内容は概ね、以下の通りとなる。
- 「業務改善命令」- 改善に向けた取組みを金融商品取引業者等の自主性に委ねることが適当であるとき
- 「業務停止命令」- 一定期間業務改善に専念、集中させる必要があれば最大6か月間の業務停止
- 「登録取消」- 業務を継続させることが不適当であるとき

## 監督業務

### 保険業
- ソルベンシー・マージン比率 - 保険会社の支払い能力を評価するソルベンシー・マージン比率は、200%以上であれば「保険金等の支払能力の充実の状況が適当である」とされるが、これを下回った場合は原則として金融庁が何らかの監督上の措置（早期是正措置）をとることとなっている[8][9]。
- 保険会社向けの総合的な監督指針 - 保険業の公共性にかんがみ、保険業を行う者の業務の健全かつ適切な運営及び保険募集の公正を確保することにより、保険契約者等の保護を図り、もって国民生活の安定及び国民経済の健全な発展に資することを目的とする（保険業法第1条参照）[10]。

### 銀行
- 主要行等の業務の適切性等 ‐ 「主要行等向けの総合的な監督指針」に基づき、主要行（みずほ銀行、みずほ信託銀行、三菱UFJ銀行、三菱UFJ信託銀行、三井住友銀行、三井住友信託銀行、りそな銀行）と、SBI新生銀行、あおぞら銀行、ゆうちょ銀行の監督を行う[11][12]。

## 沿革
- 1998年（平成10年）6月22日、総理府の外局として金融監督庁を設置。
民間金融機関に係る行政は、大蔵省（現財務省）が担ってきたが、大蔵省接待汚職事件を受けて、中央省庁再編の流れの中で、大蔵省銀行局や証券局の所掌事務のうち、民間金融機関等の検査監督業務を分離する。
- 1998年（平成10年）12月15日、総理府の外局として国務大臣を委員長とする金融再生委員会を設置し、金融監督庁は金融再生委員会の管理下とした。
- 2000年（平成12年）7月1日、金融監督庁を金融庁に改組。
金融制度の企画立案にかかる事務は金融監督庁設置後も大蔵省に存置されていたが、これを契機に金融庁へ移した。
- 2001年（平成13年）1月6日、金融再生委員会廃止、中央省庁再編により、金融庁は内閣府の外局とした。
- 2003年（平成15年）4月1日、政策金融機関（日本郵政公社、日本政策投資銀行等）への検査権限を各所管庁が委任。
- 2011年（平成23年）4月1日、総務企画局総括審議官（国際担当）に代わり、総務企画局金融国際政策審議官を設置。
- 2012年（平成24年）8月29日、総務企画局金融国際政策審議官に代わり、国際政策統括官（局長級）を設置。
- 2014年（平成26年）8月29日、国際政策統括官（局長級）に代わり、金融国際審議官（次官級）を設置[13]。
- 2018年 総務企画局と検査局を廃止し、新たに総合政策局と企画市場局を新設[14][15][16]。

## 組織

### 幹部
- 内閣府特命担当大臣（金融担当）
- 内閣府副大臣（金融担当）
- 内閣府大臣政務官（金融担当）
- 金融庁長官
- 金融国際審議官

### 内部部局
- 総合政策局
  - 秘書課
  - 総務課
  - 総合政策課
  - リスク分析総括課
  - 検査監理官
- 企画市場局
  - 総務課
  - 市場課
  - 企業開示課
- 監督局
  - 総務課
  - 銀行第一課
  - 銀行第二課
  - 保険課
  - 証券課
- 証券取引等監視委員会 - 市場の公平性、透明性の確保と投資者保護を使命とし、 証券会社等への検査やインサイダー取引、相場操縦などの不公正な取引、上場企業の粉飾決算など市場に対する投資家の信頼を損なう不適切な行為を監視する「市場の番人」の役割を担っている。金融商品取引法の解釈権を持っているとされている。
  - 事務局
    - 総務課
    - 市場分析審査課
    - 証券検査課
    - 証券検査監理官
    - 取引調査課
    - 開示検査課
    - 特別調査課
- 公認会計士・監査審査会
  - 事務局
    - 総務試験室
    - 審査検査室

### 地方支分部局
金融監督庁（現、金融庁）は当時の大蔵省から分離して新たな中央省庁の一つとなったが、地方の出先機関（法律上の呼称は「地方支分部局」）である各地の財務局、財務事務所までは分離されず大蔵省の下に残ったため、法律上は金融庁に所属する地方支分部局は存在しない。財務局（理財部の一部業務等）、財務事務所に委任されている金融業務を行うにあたっては、金融庁の指揮監督を受けることとされており、実務上は金融庁の地方実働部隊は確保されている。

## 幹部職員
金融庁の幹部は以下のとおりである。
- 金融庁長官 : 伊藤豊
- 金融国際審議官 : 有泉秀
- 総合政策局長 : 堀本善雄
  - 政策立案総括官 : 岡田大
  - 国際総括官 : 三好敏之
- 企画市場局長 : 井上俊剛
- 監督局長 : 石田晋也
- 総括審議官 : 柳瀬護

証券取引等監視委員会事務局については証券取引等監視委員会参照。

## 職員の業務に関係する不祥事
2024年12月23日、証券取引等監視委員会は、金融庁企画市場局企業開示課課長補佐であった1人について、金融商品取引法違反（内部者取引。公開買付けの実施に関する事実を知ったうえでの特定の行為に係るもの）の嫌疑があるとして、当該嫌疑について東京地方検察庁に告発した、と公表した。同月23日、金融庁は課長補佐（金融庁に出向中の裁判官）を懲戒免職とし、企業開示課長を減給10分の1（3カ月）としたほか、当時の企画市場局長と、後任の局長を戒告とした。同月25日、東京地方検察庁特別捜査部は元課長補佐を金融商品取引法違反の罪で在宅起訴した。2025年3月26日、東京地方裁判所は元課長補佐に対し、懲役2年、執行猶予4年、罰金100万円、没収金約479万円、追徴金約1020万円の判決を言い渡した。